# Sobre la práctica
Sobre la práctica (chino simplificado: 实践 论; chino tradicional: 實踐 論; pinyin: Shíjiànlùn) es una de las obras filosóficas más importantes de Mao Zedong. Junto con Sobre la contradicción, este ensayo es parte de las conferencias que dio Mao en 1937. Expresa el apoyo de Mao al marxismo y los intentos de establecer una marca distintivamente china de filosofía comunista. En el momento en que se escribió, el Partido Comunista de China acababa de terminar la Larga Marcha y se encontraba inmerso en la segunda guerra sino-japonesa. Mao esperaba establecerse como el líder del partido comunista de China para unir a China y vencer a los japoneses. Sobre la práctica fue escrito como parte de esta misión, ya que le dio a Mao un reclamo más legítimo para liderar al crear la base de su filosofía comunista, el maoísmo.

## Argumento filosófico
Sobre la práctica explica la filosofía de Mao Zedong sobre la adquisición de conocimientos. En este texto, Mao sigue los pasos de Marx y Lenin, respaldando la filosofía dialéctico-materialista de que el conocimiento se forja a través de la práctica. Mao enfatiza la comprensión de la vida política y cultural, además del enfoque material de Marx. Con la ayuda de ejemplos históricos y de otro tipo, Mao explica el proceso dialéctico-materialista, dividiéndolo en partes comprensibles. El proceso comienza con la adquisición del conocimiento lógico, que ocurre en tres etapas, percepción, cognición y concepción. Una vez que estos pasos terminan, las personas deben aplicar su conocimiento lógico a la realidad a través de la práctica para verificar el valor de verdad de sus concepciones. El verdadero conocimiento es el conocimiento lógico que, cuando se practica, dirige con éxito a las personas a su fin deseado. Según Mao, otras filosofías no reconocen la importancia de la práctica, y sólo a través de este materialismo dialéctico puede el pueblo chino experimentar el progreso.
Según Mao, el conocimiento lógico resulta del proceso de percibir, conocer y conceptualizar.: 4–5  Durante la etapa de percepción, los individuos pasan tiempo interactuando con el sujeto de su investigación, y simplemente absorben las impresiones que sus sentidos les están dando. Esta etapa permite a las personas familiarizarse con el asunto que les interesa, ya que a medida que recopilan impresiones, los individuos comienzan a reconocer los elementos esenciales de su tema. Por ejemplo, un individuo que observa árboles llega a comprender que los árboles no siempre tienen hojas. Se dan cuenta de que las aves usan algunos árboles como su hogar. Además, las impresiones útiles pueden derivarse de experiencias indirectas de un fenómeno. Según Mao, una experiencia indirecta es sólo una experiencia directa de las impresiones de otra persona. Por lo tanto, las impresiones indirectas aún reúnen información genuina sobre un tema. Las impresiones tarde o temprano conducen al segundo paso hacia el conocimiento racional, la cognición. En este punto, los individuos establecen algunas nociones generales sobre su tema utilizando los aspectos esenciales que se les imprimieron. A partir de ahí, los individuos comienzan a conceptualizar; Usan su razón para hacer juicios con las nociones generales que sus impresiones proporcionaron. Estos juicios son piezas de conocimiento lógico. Pueden ser tan mundanos como juzgar que muchos árboles pierden sus hojas durante el invierno, y tan significativo como el ejemplo de Mao, el Partido Comunista Chino puede derrotar a su oposición japonesa.: 5 
Todo conocimiento lógico debe ser puesto en práctica para fundamentar su valor de verdad. El conocimiento lógico requiere esta prueba debido a su fundamento circunstancial. Las impresiones, el origen del conocimiento lógico, se basan en las circunstancias que alguien experimenta. Las circunstancias cambian. Por lo tanto, el conocimiento lógico está sujeto a error. Sin embargo, al poner en práctica sus juicios lógicamente fundados, un individuo puede abordar los errores en sus ideas. La práctica hace esto presentando a los individuos nuevas impresiones, ya que la práctica implica interactuar con el fenómeno que se está examinando. Estas nuevas impresiones se utilizan de la misma manera que las anteriores. Informan los juicios. La única diferencia es que estos juicios son sobre el valor de verdad del conocimiento lógico original.
El verdadero conocimiento conduce a la finalización exitosa de un objetivo, y se deriva de la enmienda continua del conocimiento lógico. Una pieza de conocimiento lógico generalmente sufre muchos cambios antes de que pueda llamarse conocimiento verdadero, porque las circunstancias que rodean un cierto objetivo siempre pueden cambiar. Estos cambios evocan nuevas impresiones que refutan juicios más antiguos. Por ejemplo, una pareja casada tendrá que ajustar su plan para comprar una casa de acuerdo con la fortaleza del mercado de la vivienda. Los requisitos fiscales para comprar la casa cambiarán con el mercado, por lo que el plan de la pareja tendrá que adherirse a esos cambios. Sin embargo, una vez que la pareja entiende los requisitos fiscales y sus medios financieros son capaces, pueden comprar la casa. De la misma manera, todo conocimiento lógico puede convertirse en conocimiento verdadero. Dicho simplemente, para que esto suceda, un individuo debe conocer las circunstancias correctas. Esta dependencia de las circunstancias es exactamente la razón por la cual la práctica es un elemento tan esencial del conocimiento, ya que a través de la práctica las ideas de un individuo están constantemente teniendo en cuenta más circunstancias mientras prueban las suposiciones del conocimiento previo. Por lo tanto, eventualmente pueden encontrar las circunstancias que pueden catalizar el verdadero conocimiento.
Según Mao, los racionalistas y empiristas no siguen el camino real hacia el conocimiento, y desafía la incapacidad de estos disidentes para reconocer el uso adecuado de la práctica.: 12  Los racionalistas no reconocen que interactuar con la realidad es esencial para comprenderla. Sin impresiones sensoriales y pruebas, ¿cómo puedes estar seguro de que una teoría corresponde a la realidad? Un racionalista podría decir porque la teoría tiene sentido. Sin embargo, tiene sentido que un pájaro que camina por la calle prefiera caminar a volar. La única manera de revelar la verdadera razón por la que la criatura camina, un ala rota, es observándola. Un empirista entiende la importancia de observar el fenómeno. Mao piensa, saben que la práctica es importante, pero no saben qué hacer con la información que han recopilado de la práctica. Por lo tanto, no pueden extraer la esencia de sus impresiones y, por lo tanto, no pueden hacer juicios útiles. El materialismo dialéctico combina la percepción que los empiristas aprecian con la cognición en la que confían los racionalistas, y como resultado es la filosofía adecuada para alcanzar el conocimiento. Conocimiento que los chinos y todos los pueblos del mundo pueden usar para progresar el comunismo.: 20 